# Laborcradvány
Laborcradvány (1899-ig Horbok-Radvány, szlovákul: Radvaň nad Laborcom, korábban Nižná Radvaň) község Szlovákiában, az Eperjesi kerület Mezőlaborci járásában. Izbugyaradvány tartozik hozzá.

## Fekvése
Mezőlaborctól 16 km-re délre, a Laborc partján fekszik.

## Története
1379-ben említik először. 1470-ben a Szerdahelyi, 1475-ben az Izbugyai család birtoka. 1550-től a Drugeth és más nemes családoké. 1557-ben 8 és fél portája adózott. A 17. századtól a Kazinczy, Szirmay, Dessewffy családoké és másoké. 1715-ben 10 lakatlan és 17 lakott háza volt. 1787-ben 28 házában 189 lakos élt.
A 18. század végén Vályi András így ír róla: „RADVÁNY. Horbok Radvány. Orosz falu Zemplén Vármegyében, földes Ura Kazinczy Uraság, lakosai ó hitüek leginkább. Radványtól tsak egy folyó víz választya-el, határja 2 nyomásbéli, zabot, tatárkát, kölest, árpát, és tavaszi búzát terem, erdeje is vagyon.”
1828-ban 20 háza és 155 lakosa volt. Lakói mezőgazdasággal, állattartással foglalkoztak.
Fényes Elek 1851-ben kiadott geográfiai szótárában így ír a faluról: „Radvány (Horbók), orosz falu, Zemplén vmegyében, Papina fil., 8 r., 150 g. kath., 14 zsidó lak., 422 hold szántófölddel. F. u. Kazinczy. Ut. post. Nagy-Mihály.”
Borovszky Samu monográfiasorozatának Zemplén vármegyét tárgyaló része szerint: „Laborczradvány, azelőtt Horbokradvány, laborczmenti ruthén kisközség. Van benne 32 ház, 201 lakossal, kik gör. kath. vallásúak. Saját postája van, de távírója és vasúti állomása Radvány. Három község: Alsó-, Felső-Harbok és Radván egyesüléséből keletkezett. 1440-ben Szerdahelyi Miklóst iktatták Radvány birtokába, 1550-ben pedig, Alsó- és Felső-Horbok részeibe, a négy Drugeth testvért. 1564-ben Hosszúmezey Béla és 1575-ben Maturnay Anna Alsó-Harbokon kap részeket, néhány évvel később pedig a Malikóczyak mind a két Harbokban. Az 1598-iki összeírás már Felsőharbokot nem említi, csak Alsót s ott Wiczmándy Zsigmond s Tamás és Palocsay György szerepelnek, míg Radványban Virginás Boldizsár és Nyárády Albert. Azután, mikor már a Kazinczyak és a Szirmayak az urai, Horbok-Radvány néven szerepel, de a Kovásznay, Dessewffy és Molnár családoknak is volt itt részük. Most Schuster Alajosnak van itt nagyobb birtoka. A községben nincs templom.”
1920 előtt Zemplén vármegye Mezőlaborci járásához tartozott.
1964-ben egyesítették Izbugyaradvánnyal.

## Népessége
| Év:            | 1994. | 2004.   | 2014.   | 2024.    |
| -------------- | ----- | ------- | ------- | -------- |
| Emberek száma: | 571   | 591     | 575     | 517      |
| Eltérés:       |       | +3,50 % | -2,70 % | -10,08 % |

| Év:            | 2023. | 2024. |
| -------------- | ----- | ----- |
| Emberek száma: | 517   | 517   |
| Eltérés:       |       | +0 %  |

1910-ben 1263, többségben ruszin anyanyelvű lakosa volt, jelentős német kisebbséggel.
2001-ben 602 lakosából 429 szlovák, 139 ruszin és 25 cigány volt.
2011-ben 585 lakosából 372 szlovák és 165 ruszin volt.

## Nevezetességei
- Görögkatolikus temploma 1791-ben épült barokk-klasszicista stílusban.